# Лімбурзька мова
Лімбурзька мова (самоназва: Limburgs / Lèmbörgs [lɛmbœʁxs], Plat [plɑt]; нід. Limburgs, нім. Limburgisch, фр. Limbourgeois) — західнонімецька мова, що є сукупністю діалектів, поширених на південному сході Нідерландів, північному сході Бельгії і суміжній території на заході Німеччини. Найбільші міста на території лімбурзької мови — Дюссельдорф (Німеччина), Маастрихт (Нідерланди) і Гасселт (Бельгія).
Мова цікава тим, що має повноцінну систему тонів, входячи разом з сусідніми рипуарськими діалектами в т.з. франконську тонову область

## Назва
Назва «лімбурзька» походить від назви Лімбурзького герцогства, яке в свою чергу походить від назви його столиці — міста Лімбург (по-лімбурзьки Laeboer/ 'læ: buʁ /), нині на території Бельгії.
Самі лімбуржці називають свою мову Plat, аналогічно багатьом нижньонімецьким діалектам.
Ця назва буквально перекладається як «не піднесений», «звичайний», навіть «вульгарний» і цілком відповідає поширеному в деяких східнослов'янських землях поняттю «проста мова» (наприклад, в Західному Поліссі).
До початку XX століття звичайною голландською назвою для мови простих людей було Dietsch або Duutsch, яка збереглася в самоназві перехідного лимбурзько- рипуарського діалекту на північному сході Бельгії в районі Ейпену -Platduutch.

## Питання класифікації
В даний час загальноприйнятим вважається входження лімбурзької в нижньофранкську підгрупу західнонімецьких мов разом з нідерландською мовою.
Проте раніше лімбурзьку часто відносили до західносередньонімецької групи діалектів, що входить у верхньонімецьку підгрупу.
Таку невідповідність було викликано різницею у визначеннях: в останньому випадку верхньонімецьким вважався будь діалект, в якому стався хоча б один із ступенів верхньонімецького (другого) переміщення приголосних.
Відповідно лімбурзький ареал лежить між ізоглосами ik / ich (лінія Юрдінгера, північна межа) і maken / machen (лінія Бенрата, південна межа), які далі на схід збігаються. І зараз, на основі комплексного аналізу інших ізоглос, межею верхньонімецького ареалу вважають лише другу ізоглосу.
У німецькій діалектології лімбурзький ареал на території Німеччини вважається перехідним між власне нижньофранкськими мовними формами (= нідерландська) і середньофранкськими рипуарськими і називається по-різному:Ost-Limburgisch («східнолімбурзький»), а весь лімбурзький ареал позначається зазвичай як Südniederfränkisch (південнонижньофранкський).
Часто на території Німеччини лімбурзький ареал об'єднується з власне нижньофранкським (Kleverländisch і Ostbergisch) під назвою Niederrheinisch («Нижньорейнський»), а весь лімбурзький і південногелдерський (продовження клеверляндського в Нідерландах) відомий під умовною назвою Rheinmaasländisch (Рейнсько-маасського; англ. Meuse-Rhenish , нід. Maas- Rijnlands, Welschen 2002). Однак це об'єднання швидше ареальне, так як південногелдерський і клеверляндський діалекти швидше входять до брабантської говірки власне нижньофранкського ареалу (= нідерландської мови).
Хоча через політичне розмежування лімбургського ареалу на нідерландську (після утворення Об'єднаного Королівства Нідерландів) і німецьку (після входження східної частини в Королівство Пруссія) частини в кожній з них спостерігається сильний вплив відповідно нідерландської і німецької літературних мов, взаєморозуміння по обидві сторони кордону поки залишається на хорошому рівні (Welschen 2002).

## Лінгвогеографія / Сучасне становище

### Ареал і чисельність

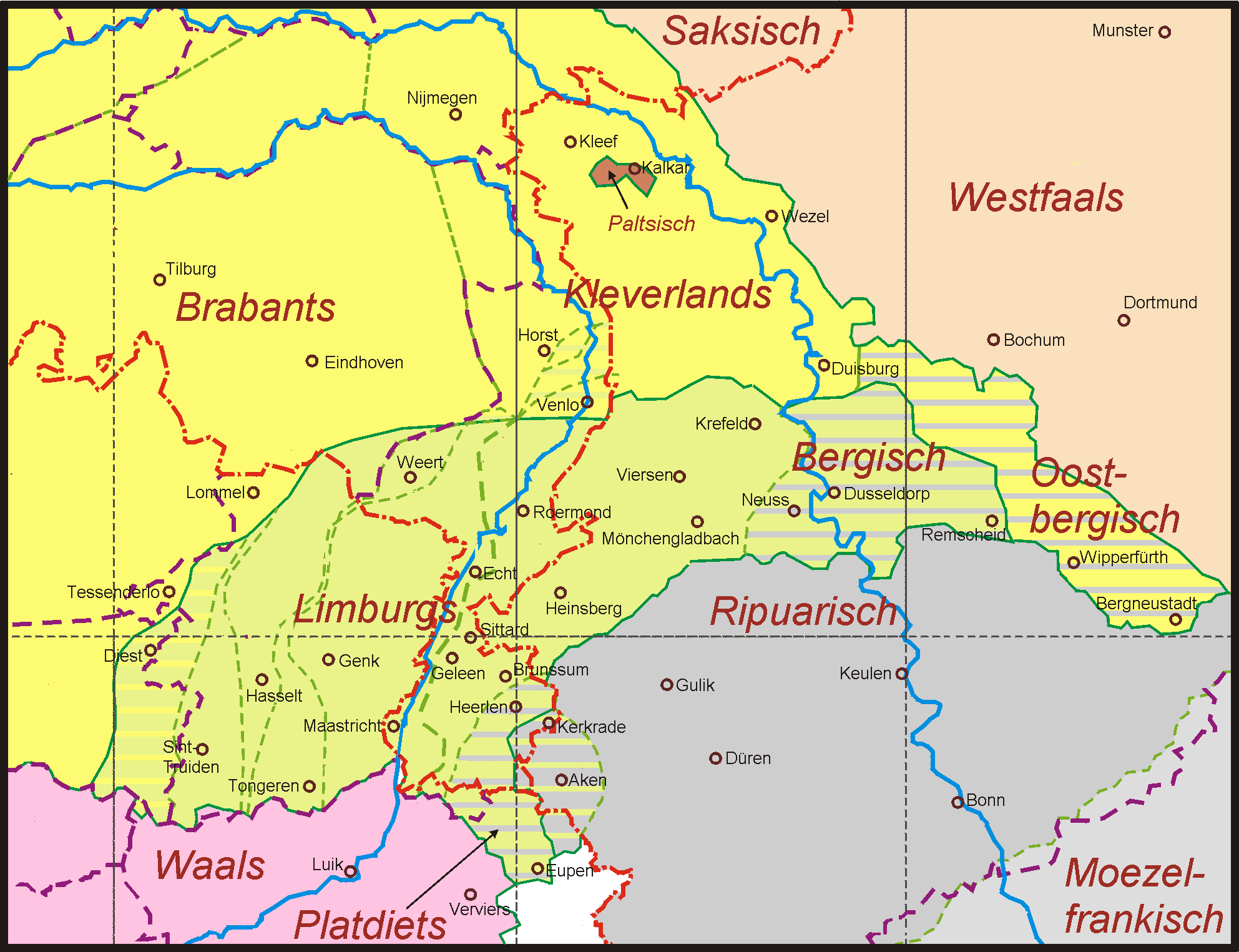
Мови Маас-Рейнського регіону, включаючи лімбурзьку мову (зеленим).

Загальна чисельність носіїв лімбурзької оцінюється в 1,6 млн осіб у Нідерландах і Бельгії і, ймовірно, кілька сотень тисяч у Німеччині.
У Нідерландах і Бельгії лімбурзька є мовою повсякденного спілкування в місцях компактного поширення, поступаючись місцем нідерландській лише в офіційній і письмовій сферах. Згідно з оцінками [A.Schunck 2001] в залежності від конкретного місця лімбурзькою говорить від 50 до 90% місцевого населення.
До якої міри лімбурзька поширена в Німеччині — залишається предметом дискусій.

### Соціолінгвістичні відомості
У Нідерландах лімбурзька визнана однією з регіональних мов (нід. streektaal), в Бельгії і Німеччині вона не має ніякого статусу, вважаючись діалектом відповідно нідерландської і німецької мов.
Однак лімбурзька не має ні давньої писемної традиції, ні однакової сучасної орфографії. Генріх фон Фельдеке, середньовічний письменник, який походить з цього регіону, вважається одночасно одним з найперших нідерландських авторів і одним з ранніх німецьких авторів.

### Діалекти
У складі лімбурзької виділяються такі діалекти:
- західнолімбурзький (Wes-Limburgs, gij-Limburgs) — на захід від ізоглоси gij — doe, включає район міста Бюдел (південний схід провінції Брабант) в Нідерландах і західну половину бельгійського Лімбурга з містами Гасселт, Сінт-Трейд і Тонгерен, а також крайній схід бельгійського Брабанту (міста Дист, Гетбетс і Ланден); близько до цієї ізоглоси проходить межа між sch і sj (лінія Панінга), що включає ще район міста Верт (захід провінції Лімбург);
- центральнолімбурзький (Centraal -Limburgs) — включає західну частину нідерландського Лімбурга з містами Верт, Ехт і Маастріхт і східну частину бельгійського Лімбурга з містами Генк і Бре і західною частиною анклавного муніципалітету Вурен, відокремленого від решти частини провінції Лімбург, іноді поєднується з західнолімбурзький;
- східнолімбурзький (Oas-Limburgs) — включає центрально-східну частину нідерландського Лімбурга з містами Гелен, Рурмонде і Сіттард
  - крефельдський (Krieewelsch) — продовження східнолімбурзького на території Німеччини, займає територію на заході землі Північний Рейн — Вестфалія до річки Рейн з містами Хайнсберг, Менхенгладбах, Фірзен і Крефельд;
- (західно)Бергський — невелика територія перед Рейном (навколо міста Нойс) і за Рейном (навколо міст Дюссельдорф, Меттманн, Золінген і Ремшайд); перехідний до рипуарських діалектів.
- Говори, перехідні до рипуарських, знаходяться також на південному краю східнолімбурзького:
  - говірки району Герлена — Епена розташовані на території Нідерландів, приєднуючись до крайньої південно-східної смуги власне рипуарських говірок в районі Керкраде
  - Т.зв. «Платдуч» (Platduutsj / нід.  nl: Platdiets ) — говірки трьох північно-східних громад провінції Льєж (бельгійська Валлонія): Балена, Бліберга (Пломб'єр) і Велькенрадт і східної частини лімбурзької громади Вурена.

Крайні західні говірки рипуарського діалекту, що знаходяться на межі кордонів Нідерландів, Бельгії та Німеччини навколо гори Валсерберг, характеризуються деякими лімбурзькими рисами і називаються «південно-східний лімбурзький діалект» (нід.  nl: Zuidoost-Limburgs ) або «лімбурзький трьох країн» (нід. Drielandenlimburgs, нім. Dreiländerplatt). Цей діалект включає говірки Ахена і Кольшайда в Німеччині, Керкраде, Бохолца і Валса в Нідерландах і Рурена і Айнаттена (північ німецькомовного співтовариства) в Бельгії.
Говори північної частини провінції Лімбург в Нідерландах починаючи від Венло на північ близькі до південногельдерських і клеверляндських говорів і утворюють північнолімбурзький діалект у складі брабантського діалекту. За неспівпадіння mich- та ik- ізоглос, цей район називають mich-Quartier, або не зовсім точно, ik-Quartier.
Крайній північний захід бельгійського Лімбурга (міста Ломмел і Тессендерло) також відносяться до брабантського діалекта.

## Писемність
Існує кілька орфографічних систем в Нідерландах і Бельгії, заснованих в основному на голландських принципах.

## Історія мови
Лімбурзька мова є безпосереднім розвитком східного варіанту старонижньофранкської мови, сформованим під сильним впливом нідерландської мови і меншим західносередньонімецьких діалектів та французької мови.
Продовженням західного варіанту старонижньофранкської мови є сама нідерландська мова.

## Лінгвістична характеристика

### Фонетика і фонологія
Для фонології лімбургзької мови характерний багатий вокалізм та наявність повноцінних тонів.
Для приголосних характерна значна варіативність як між говорами, так і між варіантами, що більше і менше піддаються впливу нідерландської літературної мови. Нижче описується фонологія Монтфортської говірки західнолімбурзького діалекту.

#### Приголосні
| Носові       |   | m |   |   | n |   |   |    | ɲ |   | ŋ     |   |      |      |
| Вибухові     | p | b |   |   | t | d |   | ɖ  | c |   | k     | g | ʔ    | ʔ    |
| Африкати     |   |   |   |   |   |   |   | dʒ |   |   |       |   |      |      |
| Фрикативні   |   |   | f | v | s | z | ʃ | ʒ  | ç | ʝ | x / χ | ɣ | h, ɦ | h, ɦ |
| Апроксиманти | w | w |   |   | ð | ð |   |    | j | j |       |   |      |      |
| Тремтячі     |   |   |   |   |   |   |   |    |   |   |       |   |      |      |
| Бічні        |   |   |   |   | ɫ | l |   |    | ʎ | ʎ |       |   |      |      |

/g/ може бути відсутнім у говірці Хасселта, але широко представлений в інших лімбурзьких діалектах, наприклад: zègke (нід. zeggen) «говорити».
Такі фонеми представлені не у всіх діалектах: /x/ (daag), /ɣ/ (ach, вигук), /χ/ (chemisch, «хімічний»), /c/ (landj), /ɲ/ (tenj,"зуби").
Замість фонеми /w/ в Бельгії представлена /β̞/.

#### Голосні
|           | передні  | середні | задні    |         |
| --------- | -------- | ------- | -------- | ------- |
|           | неогубл. | огубл.  | неогубл. | огубл.  |
| верхні    | i ː ɪ    | y ː     |          | u ː     |
| ср-верхні | e ː      | ø ː     | ə        | o ː     |
| ср-нижні  | ɛ ː      | œ ː œ ː | ɔ ː ɔ ː  |         |
| нижні     | æ ː      |         | a ː      | ɑ ː ɑ ː |

/ə/ зустрічається тільки в ненаголошених складах. Перед альвеолярними приголосними фонеми /ø ː œ ː u ː/ реалізуються як [øə œə uə].

#### Дифтонги
Зустрічаються такі дифтонги: /iə øɪ eɪ æɪ uɪ ɔɪ aɪ ou/, а також поєднання голосних /u ː ɔ ː ɑ ː/ + /j/. /aɪ/ зустрічається тільки у французьких запозиченнях і вигуках.
Перед альвеолярними приголосними фонема /ou/ реалізується як [oə], а /eɪ/ як [eə] або [ejə].

#### Тон
На відміну від більшості європейських мов, лімбурзька є тоновою мовою. У ній розрізняються два повноцінних  тони  в наголошених складах.
Традиційно вони називаються sjtoettoen («штовхаючий тон», «pushing tone») and sjleiptoen («тягнучий тон», «dragging tone»). Вони використовуються як для розрізнення слів, так і граматичних значень.
Наприклад, однина слова «день» буде daa ~ g [da ː ˦ ˨ ˧ x] з тоном sjleiptoen, а множина — daa \ g [da ː ˦ ˨ x] з тоном sjtoettoen. Приклад лексичного протиставлення: bie \ [bi ː ˦ ˨] «бджола» з sjtoettoen — bie ~ [bi ː ˦ ˨ ˧] «у (прийменник)» з sjleiptoen.
Додаткові приклади:
- на множину: [stæɪ ˦ ˨ ˧ n] stei ~ n «камінь» / [stæɪ ˦ ˨ n] stei «камені»;
- лексичні: [gra ː ˦ ˨ f] «могила» / [gra ː ˦ ˨ ˧ f] «діра біля дороги»;
- на форми дієслова: [we ː ˦ ˨ ˧ ʁkɪ ˦ ˨ və ˧] «ми завоюємо!» / [we ː ˦ ˨ ˧ ʁkɪ ˦ ˨ ˧ və ˧] «завоюємо ж (May we conquer!)».

У деяких місцях серед молоді тональна множина витісняється голландськими формами, наприклад, множина для слова daag «день» буде dage ([da ː ʝə ]).

#### Умлаут
Для утворення множини і зменшувальних форм деяких іменників у лімбурзькій використовується  умлаут , тобто зміна кореневого вокалізму за певними правилами.
Набір таких іменників різниться від говірки до говірки, але в цілому збільшується в міру просування на схід, до кордону німецької мови.
Приклади:
- broor — breurke — breur («брат — братик — брати»)
- sjoon — sjeunke — sjeun («туфля — туфелька — туфлі»): в інших говірках множина цього слова утворюється за допомогою зміни тону.